# Anna Kristensen
Anna Kristensen (Skanderborg, 25 oktober 2000) is een Deens handbalster die als doelverdediger uitkomt voor Team Esbjerg en het Deense handbalteam.

## Biografie

### Clubcarrière
Kristensen begon met handballen voor de lokale handbalclub Skanderborg Håndbold. Ze maakte in 2017 in een wedstrijd tegen Lyngby HK haar debuut voor de club. In 2019 maakte Kristensen de overstap naar Viborg HK, waarvoor ze haar debuut maakte op het hoogste Deense handbalniveau. In haar debuutseizoen eindigde ze met Viborg HK op de derde plaats in de competitie. Kristensen werd benoemd tot 'beste doelverdedigerster van het seizoen'.
Eind 2022 tekende Kristensen een contract bij de Deense topclub Team Esbjerg die inging vanaf de zomer van 2023. Doordat Team Esbjerg echter een tekort aan doelvrouwen had, kwamen zij en Viborg HK overeen dat Kristensen al vanaf januari 2023 uit mocht komen voor Team Esbjerg. Met haar club wist Kristensen de Deense handbalbeker en de Årets Pokallfighter (Cup fighter van het jaar).

### Interlandcarrière
Kristensen kwam als Deens jeugdinternational uit op het EK -17 in 2017, het jeugd WK in 2018 en het EK -19 in 2019. Op alle drie eindtoernooien eindigde ze met haar land op de zesde plaats.
Op 21 maart 2019 maakte Kristensen haar debuut voor het Deens handbalteam. Ze werd opgenomen in de selectie van het EK 2020 in eigen land, waarop ze haar opwachting maakte in een voorrondewedstrijd tegen Frankrijk. Op het WK 2021 maakte Kristensen wel onderdeel uit van de selectie maar mocht ze niet haar opwachting maken. Ook maakte ze deel uit van de Deense selectie op het WK 2023, waar ze met haar land een bronzen medaille wist te winnen. Tijdens het toernooi wist Kristensen elf van de 22 worpen te pareren. Een jaar later maakte ze opnieuw deel uit van de Deense selectie op het EK 2024, waarin ze door blessureleed bij de andere keepster Althea Reinhardt, geregeld haar opwachten mocht maken. Ze was onder andere belangrijk door zestien reddingen te maken in de laatste groepswedstrijd tegen Nederland, waar  ze een grote bijdrage leverde aan de overwinning op Nederland en daarmee de play-offs van het eindtoernooi haalde.

## Onderscheidingen

### Club
- - kampioenschap Damehåndboldligaen 2× (2023, 2024)
- - Tweede plaats Damehåndboldligaen 1× (2021)
- - Derde plaats Damehåndboldligaen 1× (2020)
- - Deense handbalbeker 2× (2022, 2024)

### Internationaal
- - WK 2023